# Johnny Bench
Johnny Lee Bench (né le 7 décembre 1947 à Oklahoma City, Oklahoma) est un ancien receveur américain des ligues majeures de baseball. Il a passé toute sa carrière avec les Reds de Cincinnati et a établi plusieurs records pour les receveurs. Sa carrière commence le 28 août 1967 contre les Phillies de Philadelphie. Un bon receveur, il remporte dix fois le gant doré en 17 saisons. Il était aussi un frappeur doué, enregistrant six fois plus de 100 points produits en huit saisons. Pendant sa carrière, il enregistre 2048 coups sûrs, 389 coups de circuit et 1376 points produits en 17 saisons. Son record de 389 circuits pour un receveur fut dépassé par Carlton Fisk et par Mike Piazza. Le 17 septembre, 1983 le match fut déclaré « Johnny Bench night » et les Reds ont retiré le numéro de son uniforme. Lors de cette même partie, il a frappé son 389e et dernier coup de circuit en carrière.

## Palmarès
- 389 coups de circuit (3e parmi les receveurs)
- Vainqueur dix fois le gant doré pour les receveurs
- Recrue de l'année  en 1968
- Élu le meilleur joueur de la ligue nationale en 1970 et en 1972
- Élu le meilleur joueur du World Series en 1976
- Élu au Temple de la renommée du baseball avec 96 % des votes en 1989
- Élu à l'équipe du siècle comme receveur en 1999

## Statistiques en carrière
| Statistiques de frappeur |            |            |      |      |      |      |     |    |     |      |    |    |     |      |       |       |       |
| Saison                   | Équipe     | Ligue      | G    | AB   | R    | H    | 2B  | 3B | HR  | RBI  | SB | CS | BB  | SO   | BA    | OBP   | SLG   |
| Totaux                   | 17 saisons | 17 saisons | 2158 | 7658 | 1091 | 2048 | 381 | 24 | 389 | 1376 | 68 | 43 | 891 | 1278 | 0,267 | 0,342 | 0,476 |